# Sæby Sogn (Kalundborg Kommune)
 For alternative betydninger, se Sæby Sogn. (Se også artikler, som begynder med Sæby Sogn)
Sæby Sogn er et sogn i Kalundborg Provsti (Roskilde Stift).
I 1800-tallet var Hallenslev Sogn anneks til Sæby Sogn. Begge sogne hørte til Løve Herred i Holbæk Amt. Sæby-Hallenslev sognekommune indgik i 1966 - 4 år før kommunalreformen i 1970 - i Høng Kommune, der ved strukturreformen i 2007 indgik i Kalundborg Kommune. 
I Sæby Sogn findes Sæby Kirke. Buerup Kirke blev opført i 1887 som filialkirke til Sæby Kirke, og Buerup blev et kirkedistrikt i Sæby Sogn. Buerup Kirkedistrikt blev i 1921 udskilt som det selvstændige Buerup Sogn.
I sognet findes følgende autoriserede stednavne:
- Falkenhøj Hgd. (ejerlav, landbrugsejendom)
- Frenvedmarken (ejerlav)
- Frihedslund (landbrugsejendom)
- Frihedslund Hgd. (ejerlav, landbrugsejendom)
- Lambæk (bebyggelse)
- Lunden (bebyggelse, ejerlav)
- Nyavl (bebyggelse)
- Ougtved (bebyggelse)
- Ougtved By (bebyggelse, ejerlav)
- Sobanke (bebyggelse)
- Sæby (bebyggelse)
- Sæby By (bebyggelse, ejerlav)
- Sæbygård (landbrugsejendom)
- Sæbygård Hgd. (ejerlav, landbrugsejendom)
- Sæbyhøj (bebyggelse)
- Sæbylund (bebyggelse)